# Edgardo Fariña
Edgardo Isaac Fariña Wynter (ur. 21 września 2001 w mieście Panama) – panamski piłkarz występujący na pozycji środkowego obrońcy, reprezentant Panamy, od 2024 roku zawodnik rosyjskiego FK Chimki.